# Alfred Watkins
Alfred Watkins (* 27. Januar 1855; † 15. April 1935) war ein britischer Hobby-Archäologe.
Bei der Markierung einiger südenglischen Megalithen auf einer Landkarte entdeckte Watkins im Jahre 1921, dass diese anscheinend nicht zufällig in der Landschaft verteilt zu sein scheinen, sondern einer geraden Linie folgten. Nach Aufreihungen englischer Ortschaften mit den Endungen -leigh beziehungsweise -ley (altenglisch für „Lichtung, Rodung“) nannte man sie Ley-Linien. Für das Phänomen gibt es viele Erklärungsversuche, die allerdings wissenschaftlich oft umstritten sind. Alfred Watkins vermutete darin unter anderem alte Handelspfade, „Old Straight Tracks“ mit kürzester Sichtverbindung.
Die wissenschaftlich plausibelste Erklärung für die Ley-Linien stammt von dem Archäologen Richard J. C. Atkinson, der anhand der Position von Telefonzellen demonstrierte, dass das Vorhandensein von hypothetischen „Telefonzellen-Verbindungslinien“ (englisch telephone box leys) rein zufälliger Natur ist und einer normalen statistischen Verteilung folgt. Somit wären solche Linien keine absichtlichen Artefakte.